# Rolf Kuhrt

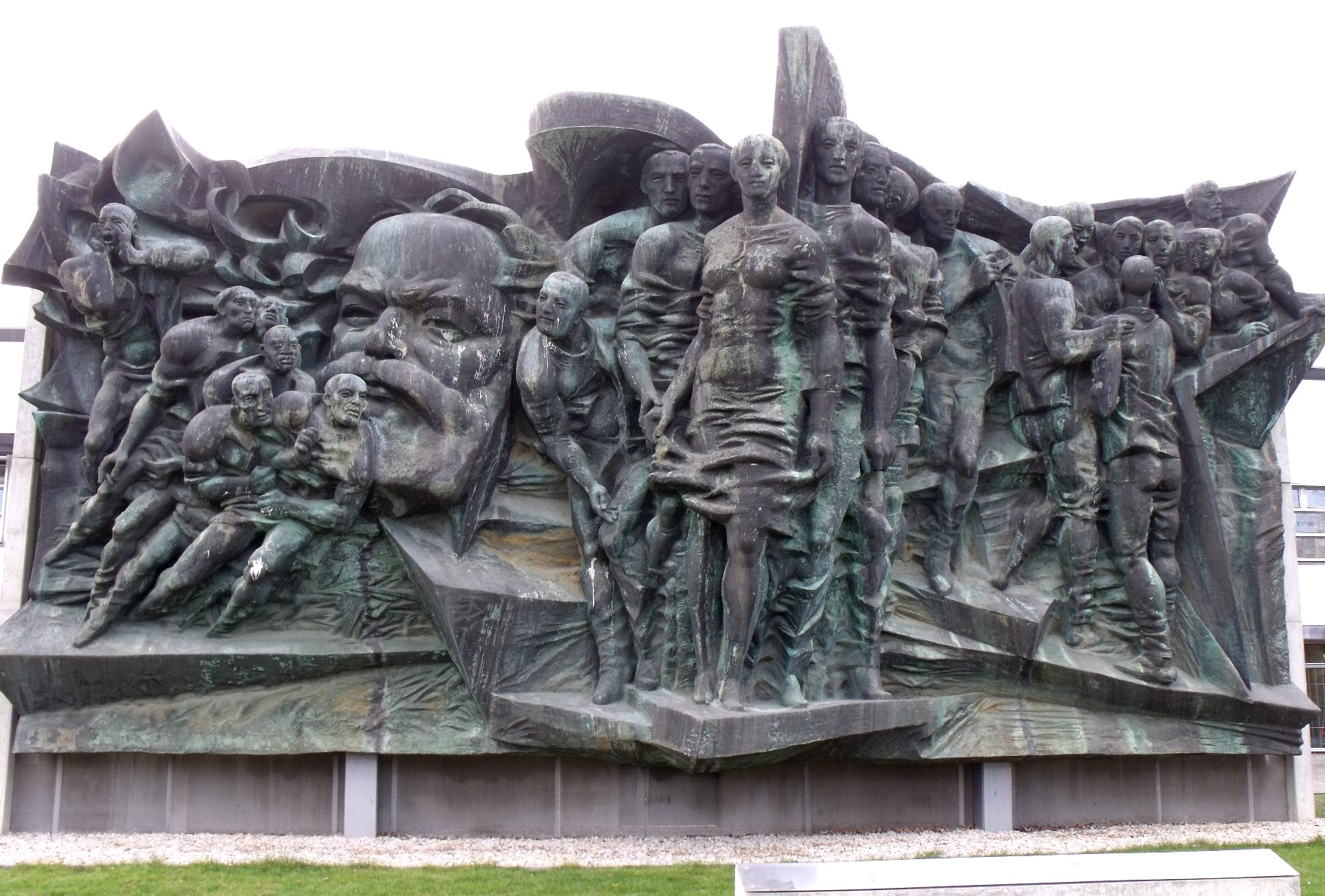
, Klaus Schwabe, Rolf Kuhrt, Aufbruch (Départ), avec portrait de Karl Marx, 1973.

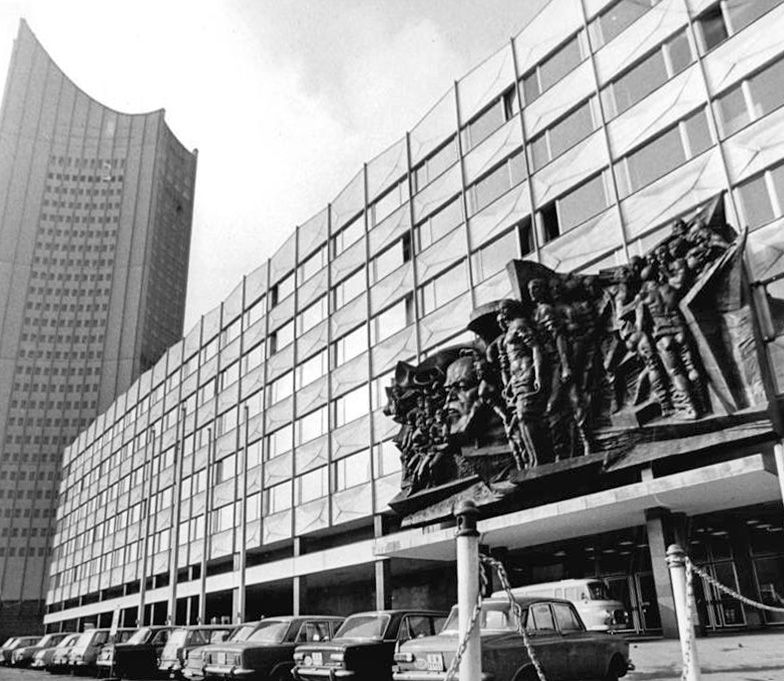
Cette sculpture en bronze se trouvait sur un bâtiment de l'université de Leipzig de 1973 à 2006.

Rolf Kuhrt (né le 19 octobre 1936 à Bergzow) est un peintre et sculpteur allemand.

## Biographie
Après l'école, il fait un apprentissage en chimie qu'il arrête au bout de quelques mois en 1950. Au sein de la même entreprise, il apprend à composer des affiches jusqu'en 1954. Après une formation à l'École des arts appliqués de Magdebourg, il étudie de 1956 à 1962 à la Hochschule für Grafik und Buchkunst Leipzig auprès de Wolfgang Mattheuer (de), Albert Kapr (de) ou Bernhard Heisig (de). Pendant ses études, il fait des voyages d'études en Albanie (1958), Bulgarie (1959) et Tchécoslovaquie (1961). En 1962, il devient membre de l'association des artistes de la RDA et travaille à Leipzig.
Après son diplôme en 1965, il enseigne dès 1968 où il est réputé pour le graphisme. Parmi ses étudiants il y a Michael Emig (de), Susann Hoch, Christa Jahr (de), Erich Kissing (de), Reinhard Minkewitz (de), Rainer Schade (de), Baldwin Zettl...
Après ses études, il voyage en Union soviétique (1970 et 1986), en Suisse (1978), en France (1982) et en Italie (1985).
Rolf Kuhrt vit et travaille à Mühl Rosin (Mecklembourg-Poméranie-Occidentale).